# Dolaincourt
 Dolaincourt  es una población y comuna francesa, en la región de Lorena, departamento de Vosgos, en el distrito de Neufchâteau y cantón de Châtenois.

## Demografía
| 94 | 104 | 76 | 61 | 74 | 68 |
| Para los censos de 1962 a 1999 la población legal corresponde a la población sin duplicidades (Fuente: INSEE [Consultar]) |     |    |    |    |    |